# (14570) Burkam
(14570) Burkam (1998 QS37) – planetoida z grupy pasa głównego asteroid okrążająca Słońce w ciągu 3,39 lat w średniej odległości 2,26 j.a. Odkryta 17 sierpnia 1998 roku.